# M3サブマシンガン
M3サブマシンガン（英: M3 Submachine Gun）は、アメリカ合衆国で開発された短機関銃である。第二次世界大戦中、アメリカ軍の主力短機関銃だったトンプソン・サブマシンガンの後継装備として設計された。
銃器としては特異な独特の外観からグリースガン（Grease Gun, The Greaser、グリース（潤滑油）差し）、ケーキデコレーター（Cake decorator、ケーキの上にクリームをしぼり出して飾りつける道具）、また、生産地からデトロイト・サブマシンガンとも呼ばれている。

## 開発

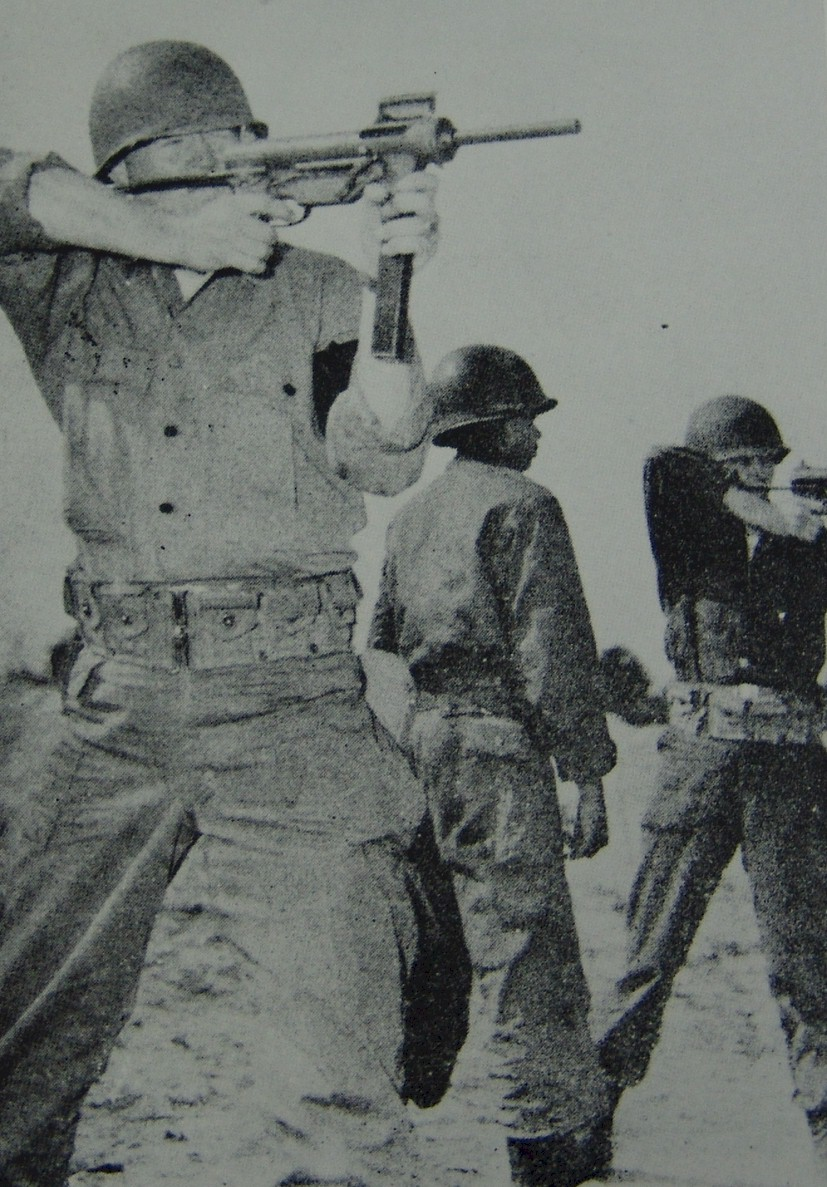
M3を構えるアメリカ兵

第二次世界大戦が勃発した際、アメリカ軍は主力短機関銃としてトンプソンM1928およびM1928A1を採用していた。だが、トンプソンは原設計が古く、内部構造が複雑な上に重量過大かつ全長が長大で携行性に問題があった。そのため、生産性を向上すべく設計を変更、性能に影響を与えない部品などは生産性の良いものに変更するなど、外見と中身が一新された。このモデルはトンプソンM1短機関銃として採用される。
M1は「既存の切削加工技術の枠内では、かなり生産効率を重視した設計」に変更されたが、M1928から工程を簡略化したM1でも木製のグリップやストックを装備し、レシーバーを削り出しで製造するなど、基本的な生産方法は変革されておらず、同時期に先行して生産性重点設計を採り入れていたMP40やステンガンなどの外国製の同種火器に比べて、コストが高く生産効率が悪かった。改設計されていた撃針部分をさらに見直して生産効率を上げたM1A1も開発されたが、木製部品を多用するトンプソンは、急増する戦場からの補給要請を満たすには程遠い状況であった。
アメリカ軍におけるトンプソンの更新は大戦当初から計画されており、1939年にはゼネラルモーターズ社国内製造部（Inland Manufacturing Division）のジョージ・ハイド技師が手がけたM35短機関銃が後継装備として審査を受けたほか、スオミ短機関銃、レイジング短機関銃、ハイスタンダード製短機関銃、スミス&ウェッソン製半自動カービン、ステン Mk.2などの製品も候補として挙げられていた。結局、この際には更新が見送られたものの、1942年にはステンを参考とした安価かつ生産効率の高い短機関銃を設計する方針が決定し、かつてM35短機関銃を提出したハイドが計画に沿った新型短機関銃の設計を担当することとなった。こうして鋼板のプレス加工と溶接のみで製造できる本銃が開発された。
陸軍武器科研究開発部長ルネ・スタッドラー大佐（René Studler）指導のもと、ハイドはゼネラルモーターズ社ガイドランプ部（Guide Lamp Division）に勤務するプレス加工技師フレデリック・サンプソン（Frederick Sampson）と共に新型短機関銃の設計を行った。最初の試作モデルであるT-15は9x19mmパラベラム弾を使用し、弾倉はステンガンのものをそのまま使用した。また、セミ/フルオート射撃を切り替えられるセレクティブファイア機能を備えていた。これに改良を加えたT-20と呼ばれるモデルは.45ACP弾を使用し、セレクティブファイア機能が除去されていた。T-20の開発時には、形状を工具に例えた「グリースガン」という通称がすでに使われ始めていた。
アバディーン性能試験場における試験では歩兵委員会に加え、任務の性質上小型軽量の火器を求めていた空挺コマンドおよび機甲部隊委員会からも高い評価を受けた。同年12月24日にはT-20が制式名称"U.S. Submachine Gun, Cal. .45, M3"、略称M3として採用されることとなり、1943年1月11日にこれが承認された。

## 設計

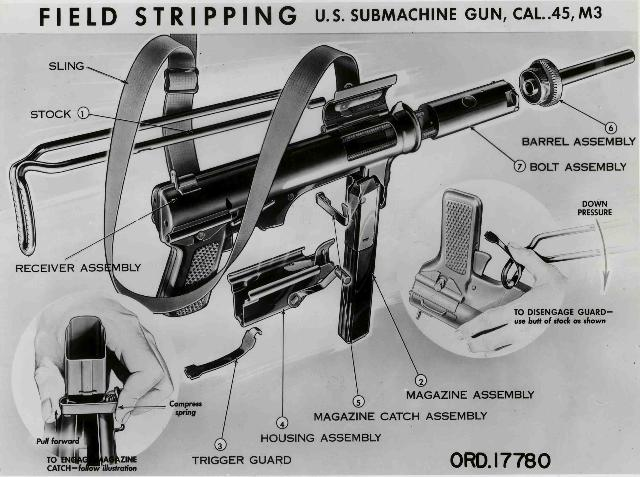
M3の通常分解解説図

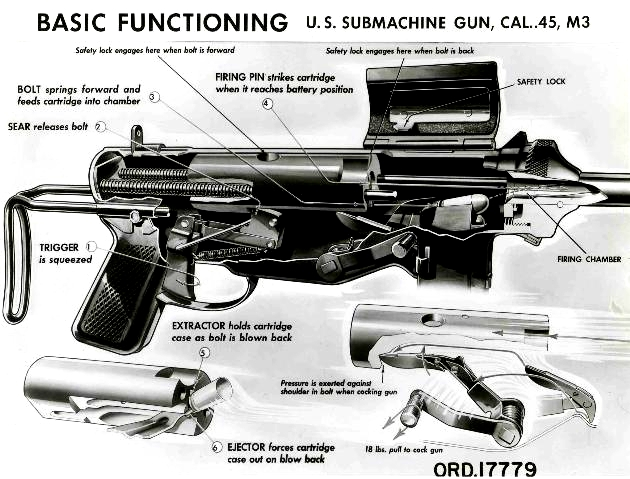
M3の動作解説図

開発にあたっては、自動車量産のために鋼板プレス加工と溶接工作のノウハウが豊富だった、ゼネラルモーターズの技術が利用された。内部メカニズムはMP40などが参考にされたが、より簡易かつ安価な作りで、外装はプレスで一体成型したレシーバーを左右から接合し、溶接で貼り合わせ組み上げている（いわゆるモナカ構造）。レシーバーの形状はプレス加工と強度確保に有利な曲面基調で鋭角を極力回避しており（この手法は、まさに自動車メーカーが鋼製のボディ部材をプレス生産する際の常套策である）、削り出し加工の在来型小火器とは一線を画したアプローチで設計されていることが明らかだった。
ボルトは2本の鉄棒で保持され、鉄棒それぞれに1本ずつの復座ばね（リターンスプリング）が組み合わされている。ボルト周りの構造は厳密な製造公差を必要としないため、製造工程を簡略化でき、すすや砂塵などの汚れにも強い。ボルト部以外で一定の機械加工が必要な銃身は冷間鍛造（cold swaging method）で作られ、切削加工に比べて加工工程節減と強度向上の両面で有利となった。弾倉を外し、銃身の付け根をつかんでねじ外すと、一体化されたボルト・復座ばねアセンブリーを前方へ抜き取ることができる。弾丸はトンプソンと同様、アメリカ軍制式の.45ACP弾が引き続いて採用されており、個人用装備であったM1911A1ピストルとの銃弾の互換性が維持された。
この銃は非常に単純化・合理化されたメカニズムを備えていた。特に、安全装置として排莢口の蓋内側に取り付けられた金属板を利用した単純明快なアイデアは、傑出した合理化策と言える。蓋を閉じた状態では金属板からの突起がボルトの穴に入って固定され、前進位置では後退できず、後退位置（全装填状態）では前進できなくなるため、蓋を開いてはじめてボルトを操作することができる。反面で、銃を手荒に扱うと、開いた状態の蓋を変形させるおそれがあった。蓋の下面には閉じた際のがたつきを抑えるためのパッドが取り付けられている。
細い鉄製パイプを折り曲げて作られた伸縮式ストックは、取り外してブラシを差し込むことでクリーニングロッドとして使用することができた。改良型のM3A1では更に汎用性が高められ、分解・整備用ツール、さらに、弾倉への装填ツールを兼ねたものとなった。旧来の小火器に付き物であった木製ストックを廃止し、MP40のような折り畳み式金属製ストックよりも、さらに簡略な金属棒をストック部材に採用したことは、軽量化・小型化と生産性向上に大きく寄与した。スリングスイベルは溶接されており、スリングはM1カービンと同じものだった。リアサイト（照門）は小穴を通してフロントサイト（照星）を見るピープサイトで、照準距離は100ヤード（約91メートル）に固定されていた。レシーバーの左側面にはM1カービン用油差しを収納できるブラケットが取り付けられていたが、M3A1ではグリップ内部へ内蔵する形に変更された。
採用決定後、300,000丁分の契約が結ばれ、ゼネラルモーターズ社ガイドランプ部による生産が始まった。価格はボルト部を除く本体が18.36ドル、バッファローアームズ社（Buffalo Arms Co.）が別途生産するボルト部が2.58ドル、すなわち1丁あたり20.94ドルと定められていた。これはM1A1トンプソンのおよそ半分の価格であった。しかし生産開始後、レシーバーの溶接時、プレス加工された部品が熱によって歪むことが多く、期待されたほどの生産性を達成できないことが明らかとなった。当初は1943年7月までに2万丁ほどが出荷される計画だったが、実際の出荷数はわずか900丁程度に留まっていた。製造工程の改善は随時進められたものの、最終的な問題が解決されるまではM1A1トンプソンも並行して調達されることとなり、1944年2月まで製造が続けられた。

## 運用

### 第二次世界大戦

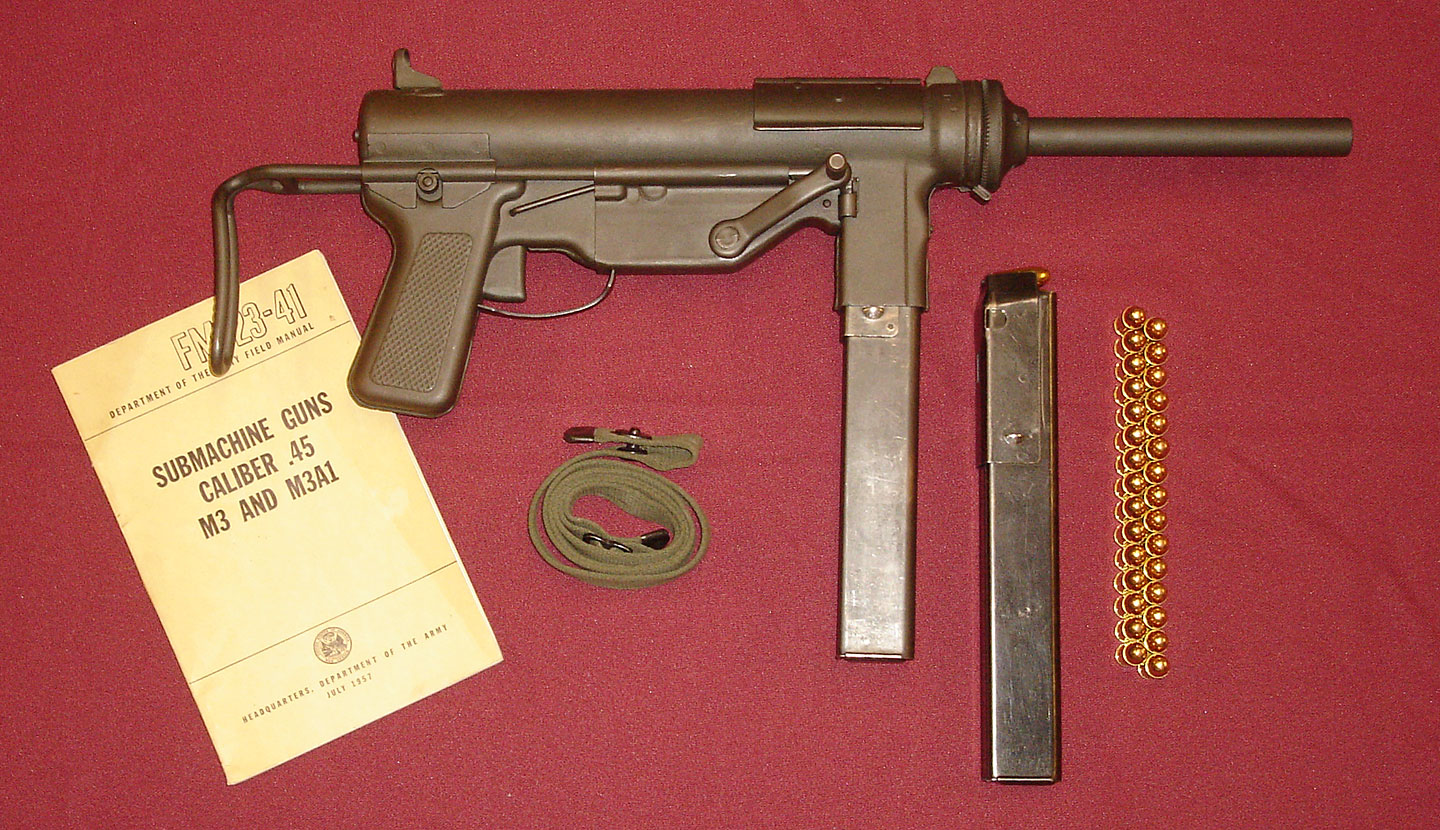
M3 右側面。回転式コッキングレバーのハンドルが確認できる

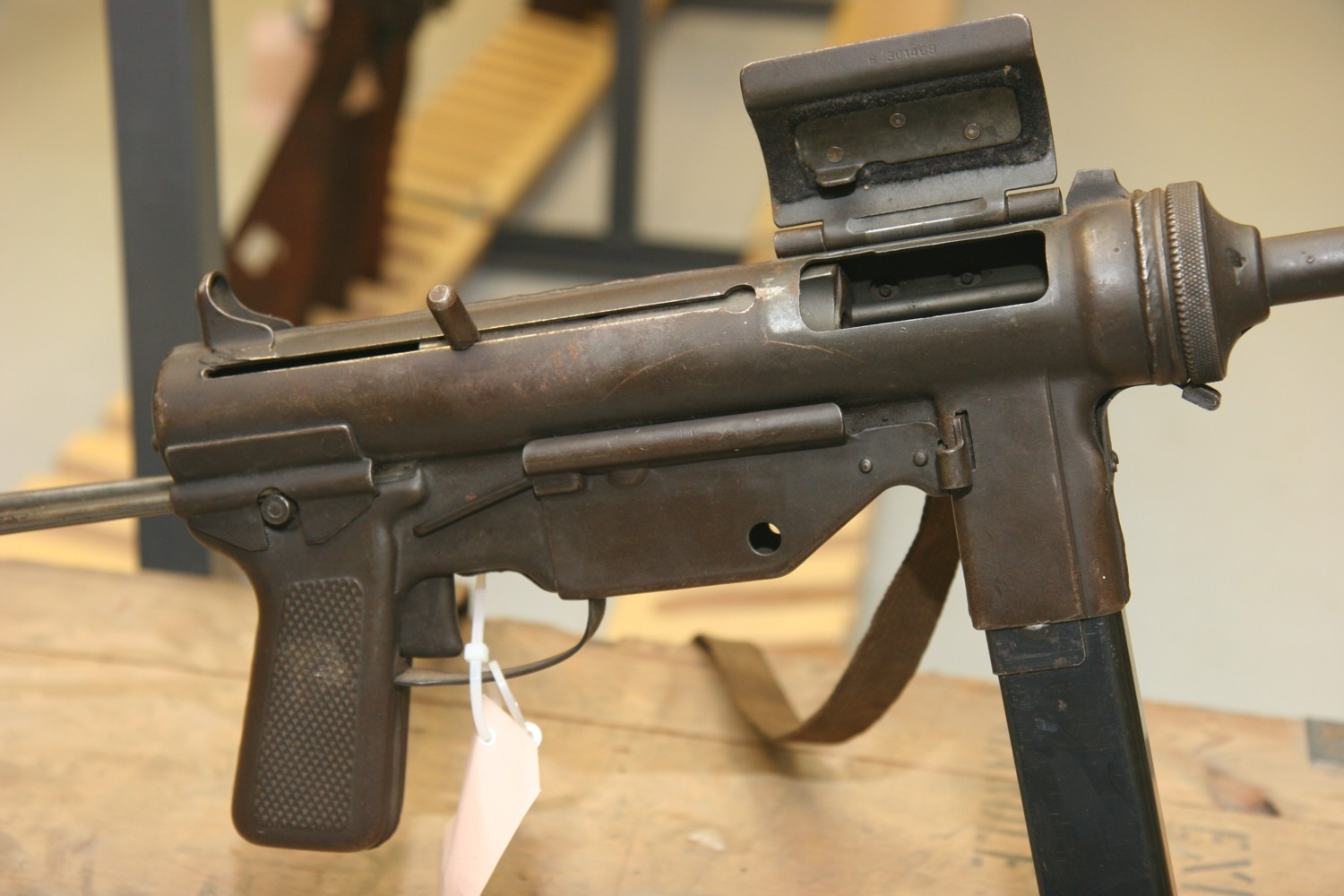
現地改修型。破損したクランクハンドル型コッキングレバーが除去され、ボルトに新たなレバーが設けられている

1944年6月のノルマンディー上陸作戦の際、第82および第101空挺師団による空挺作戦において用いられたのが最初の実戦投入と言われている。
まるで工具の「グリースガン」そのもののような兵器らしからぬ外見は、最初に支給された兵士たちからは奇異に受け止められたが、実戦において取り回しが良く、信頼性の高い銃であることが実証されると、多くの兵士たちから愛用されるようになった。M3は故障が大変少なく、携帯性にも優れていたので（トンプソンM1の全長は813mm、本銃の全長は579mm。30センチ近く短い）、歩兵以外にも戦車兵の自衛用火器などとして使用された。一分間当たりの発射弾数はM1より少なかったが、その分射撃中のコントロールが容易（反動が少なく､集弾が散らばりにくく、短い訓練時間で使いこなせる）というメリットがあった。そのため、熟練した兵士や扱いに慣れたものは、フルオート射撃専用の銃であるにもかかわらず、一瞬だけ引き金を引き、擬似的なセミオート射撃を行ったものもいたという。
一方、欠点もいくつか指摘されていた。本銃のコッキングレバーは一般的なボルトではなく、レシーバーに外付けされたハンドル型の回転式で、また安価な金属素材から成形されていたため、ぶつけたり手荒に扱うと容易に変形したり外れてしまうのである。バレルラチェットパッド（銃身止め）やリアサイトも破損しやすかったほか、マガジンリリースが誤って押されることも多かった。1944年4月、これらの報告を踏まえたモデルがM3E1として設計された。このモデルではハンドル型コッキングレバーを廃止し、ボルトの凹みを直接指をかけて後方に引くことで撃発準備を行うように改められ、その都合上排莢口（エジェクションポート）と開閉蓋が前後に拡大された。加えて従来は後付改修の一環だった側面ガード付きリアサイトが標準的に設けられていた点、左側面に取り付けられていた油差しブラケットが廃止され、代わりにより大型のものがグリップ内に収められていた点、ストックが各種作業用の工具として利用できるようにされた点が重要な改良と見なされた。M3E1は同年12月21日に制式名称Submachine Gun, Caliber . 45, M3A1として採用され、以後はM3A1のみ調達された。また、交換部品の調達が困難な戦地でM3のコッキングレバーが破損した際、レシーバーに切り込みを入れてボルトに間に合わせのコッキングレバーを取り付ける現地改修を行う兵士もいた。
M3とM3A1はアメリカ軍に広く配備されたほか、ソビエト連邦や中華民国にも供与され、第二次世界大戦のほぼすべての戦線で運用された。第二次世界大戦を通じた生産数はM3が606,694丁、M3A1が15,469丁であった。

### 第二次世界大戦後

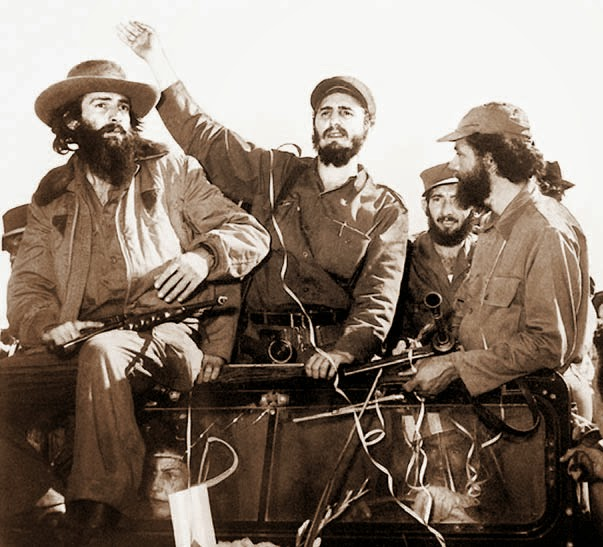
キューバ革命時にはバティスタ政権軍と革命軍の双方で使用された。
写真右のウベール・マトスがラッパ型消炎器付きのM3を所持している

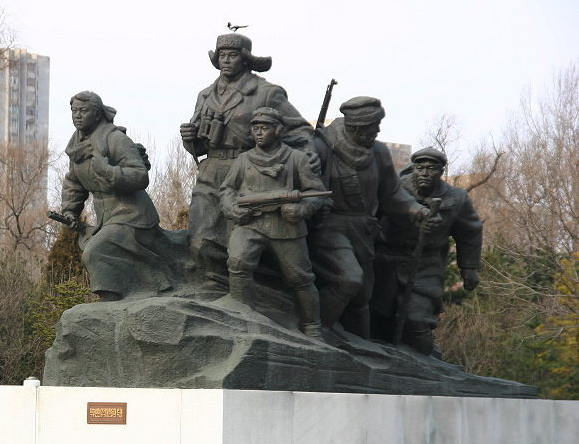
祖国解放戦争勝利記念館にあるパルチザンの銅像。中央の兵士がM3を携行している。

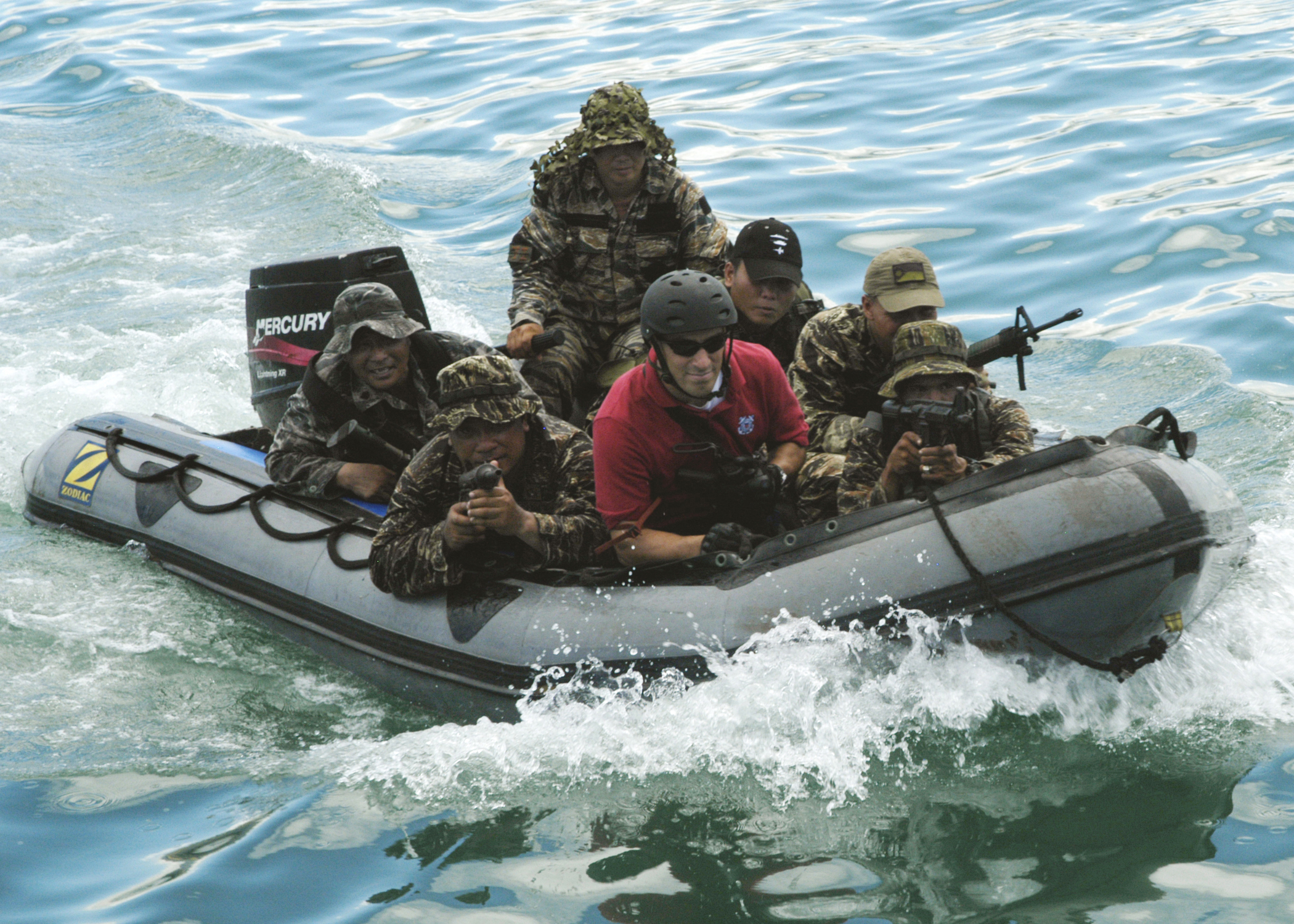
演習中のフィリピン海軍特殊作戦群。中央の赤い服を着たアメリカ軍の兵士と、その左隣の兵士がM3を手にしている（2009年）

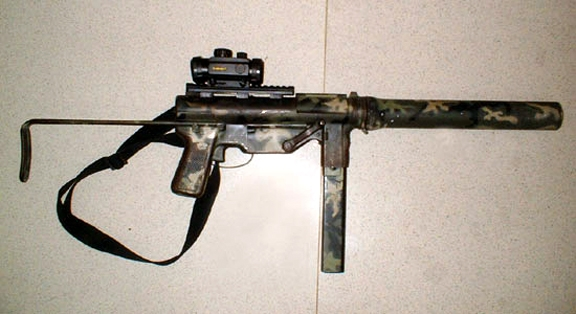
フィリピン海兵隊特殊部隊向けに近代化改修が施されたM3

戦後も、西側諸国やアメリカ寄りの新興国に広く供与された。朝鮮戦争後の1954年にはイサカ社と7万丁分の新規調達契約が結ばれたが、33,227丁が出荷された時点で短機関銃の差し迫った必要性は薄れたと判断され、生産は打ち切られた。
1957年、アメリカ軍は新型自動小銃M14を採用した。当初、M14はアメリカ軍における標準的な歩兵用小火器、すなわちM1ガーランド、M1/M2カービン、M1918自動銃、そしてM3/M3A1短機関銃のすべてを同時に更新する銃器とされていた。
1960年代初頭、アメリカ軍によるベトナム戦争への介入が始まった。最初期に派遣された軍事顧問らはM3/M3A1を含む第二次世界大戦期の旧式装備で武装していた。その後、介入が本格化する中で米軍人らの装備はM14小銃やM16小銃へと更新されていった。一方、1961年12月11日以降のベトナム共和国（南ベトナム）に対する大規模な軍事援助の一環として、M3/M3A1を含む各種旧式小火器の給与が行われた。この時期に新規調達は行われなかったが、運用中のM3/M3A1を修理するための各種交換部品が新たに生産された。これらの部品にはメーカー刻印が施されていなかった。また、湿度の高いベトナムでの運用を踏まえ、クロムメッキ加工が施された新型銃身も設計された。狙撃班や特殊部隊向けにSIONICS製消音器を取り付けたものも使われた。特殊部隊員の中には、切り詰めたM2機関銃のスプリングを取り付ける改造を施すものもいた。この改造により発射速度を800発/分まで引き上げることができたが、レシーバー後端の破損が相次いだという。一方、アメリカと対峙した共産軍（北ベトナム軍、ベトコン）においてもM3/M3A1が広く使われた。これらのM3/M3A1はアメリカ軍や南ベトナム軍からの鹵獲品に加えて中国製コピーが多数含まれ、標準的な45口径モデルのほか、9mmモデルや各種消音モデルなども使用されていた。
アメリカ軍においては旧式化しながらも主に車両乗員用装備として長らく配備されていた。イーグルクロー作戦など、ベトナム戦争後のいくつかの軍事作戦においては少数の消音モデルが使用されたと言われている。また、2005年時点でもイラクおよびアフガニスタンにて使用されていたという報告がある。大量に生産されたM3およびM3A1の大部分は依然として合衆国政府の財産とされており、コレクター市場でもほとんど流通していないという。
一方で、ソ連や中国もM3を大量に入手しており、朝鮮戦争（祖国解放戦争）では中国人民志願軍や朝鮮人民軍が使用した。その後も民兵組織や東南アジアの共産勢力に供与された。中国国内では、少なくとも珍宝島事件の頃まで民兵組織に供与されていたようである。
フィリピンでは2004年になってから改めてM3を採用した。当時、フィリピン海軍および海兵隊では、車両乗員や臨検要員のために軽量小型の自動火器を求めていた。当初はM4カービン、ウージー、フローラ MK-9が候補だったが、これらの銃器の調達が困難であることと新規調達のために割り当てられた予算の都合を考慮した末、N-11（海軍の火器・情報システム・通信機材担当部局）ではアメリカ合衆国に対して同国が予備装備として保管していたM3およびM3A1の提供を求めたのである。配備前にクリーニングや補修を行う必要があったが、それでも1丁あたりの調達コストは新品のH&K UMPの40分の1程度だったという。N-11は海軍および海兵隊の装備としてM3およびM3A1を支給するとともに、海兵隊の特殊作戦部隊（武装偵察大隊）向けに近代化改修モデルを用意する計画を明らかにした。2004年2月、フォート・ボニファシオにて国産消音器を取り付けた試作銃の試験が始まった。この特殊部隊向け近代化改修モデルは、M3 SpecOps Generation 2、あるいはM3 Gen2、PN/PMC M3といった通称で知られ、一体型の消音器、ピカティニー・レールが追加されている。
日本の陸上自衛隊では11.4mm短機関銃M3A1として制式採用された。1960年代には後継としてニューナンブM66短機関銃が開発されたが、短機関銃の価値が低く見られていた時代であったため採用されず、1990年代になって9mm機関けん銃が採用されたが、全てのM3A1が更新されたわけではなく、戦車搭乗員の他普通科部隊の対戦車小隊所属60式自走106mm無反動砲乗員や高射特科部隊員などが使用していた。また、海上自衛隊でも少数であるが使用されていた。『自衛隊装備年鑑』にはM3A1との記載しかないが、M3とM3A1が混在していた。自衛隊が保有していた45口径短機関銃は、1998年度から9mm機関けん銃への更新が始まり、2011年度までに完了した。
- 1969年にアメリカ陸軍が作成した使用者および部隊整備用の教範。
- 1969年にアメリカ陸軍が作成した補給処整備用の教範。

## バリエーション
M3
最初期型モデル。
M3A1
1944年に開発されたM3の改良型モデル。破損しやすかったコッキングレバーを省略するなどした。
T-29
1944年末に開発された.30カービン弾仕様の試作銃。3丁のみ製造された。

### コピー生産

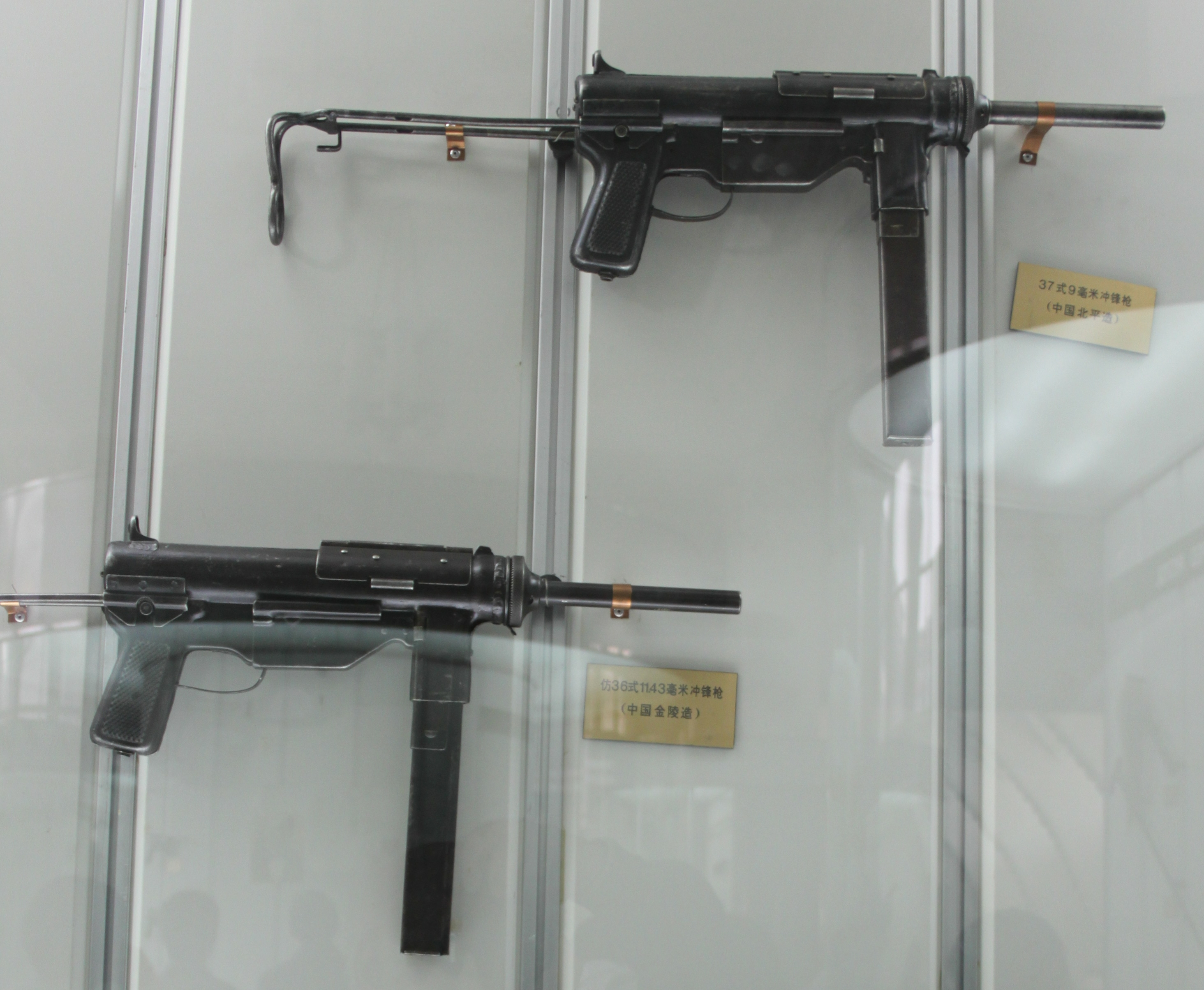
36式短機関銃（下）と37式短機関銃（上）

中国製コピー
第二次世界大戦中、中華民国はレンドリース法のもとアメリカ合衆国から各種装備を給与されており、その中にはM3およびM3A1も含まれていた。1945年に供給が終了すると、中国国内で各種装備の国産化が始まった。1947年（民国36年）、中国国民党兵工署が瀋陽の第九十兵工廠（旧奉天造兵廠）にて制式名称36式短機関銃（36式衝鋒槍）としてM3A1のコピー生産を開始した。36式はおよそ完全なM3A1のコピーだったが、バレルナットはM3と同型で、レンチを掛けるための平坦部が設けられていなかった。共産党軍が第九十兵工廠を占領するまでにおよそ10,000丁が製造された。M3およびM3A1は製造に特殊な金型や大規模なプレス加工設備を用いることを想定して設計されていたため、これらが揃わない中国国内での生産は容易ではなく、品質もアメリカ製のものに比べて劣ったと言われている。1948年（民国37年）、南京の第六十兵工廠にて37式短機関銃（37式衝鋒槍）の生産が始まった。これは9x19mmパラベラム弾仕様に再設計されたモデルで、弾倉はステン用弾倉をコピーしたものが使われた。マガジンアダプタはかつてOSS向けに設計されたものとほぼ同等だった。翌1949年には民国政府の台湾撤退が行われたため、37式の生産はごく少数に留まった。撤退完了後、台湾にて制式名称を39式と改めた上で再生産が行われた。国共内戦後、共産党軍に接収されたものが朝鮮戦争において中国人民志願軍や朝鮮人民軍に供与されたり、ベトナム戦争時に南ベトナム解放民族戦線（ベトコン）に対して供与されたと言われている。
PAM1/PAM2
アルゼンチンでコピー生産されたもの。第二次世界大戦後、アルゼンチン軍は主力火器の刷新を図り、新たな短機関銃の採用も検討されることとなった。また、軍部は火器調達の外国依存の軽減が必須と考えていたため、いずれの火器も国営造兵廠にて国産化可能なことが望ましいとした。1950年10月、評価とテストを経て、M3A1の製造権が確保された。製造は火器の量産経験が豊富なドミンゴ・マテウ兵器廠（Fábrica Militar de Armas "Domingo Matheu"）が担当し、国産化されたM3A1の名称はPAM1、すなわちPistola ametralladora 1（機関拳銃1型）とされた。PAM1はM3A1とほとんど同じ特徴を備えていたが、3つの点で異なる。すなわち、固定式の照準器が左右調整できる照星、そして50mと100mを切替可能なフリップ式照門に改められた点、.45ACP弾ではなく9x19mmパラベラム弾を使用する点、重量が8ポンド弱から7.27ポンド程度に軽量化されている点である。製造は1954年から始まり、ドミンゴ・マテウ兵器廠に新主力小銃FN FALの製造設備の導入が始まった1961年まで続いた。総生産数は34,000丁以上と言われ、軍や法執行機関で広く用いられた。PAM1は信用性があり使い勝手がよい銃と評価されたが、一方でアメリカ軍におけるM3A1と同様の欠陥も指摘された。M3A1の安全装置は排莢口の蓋のみだったので、弾倉を装填し、排莢口が開放されボルトが前身した状態で銃を落下させるなどすると、慣性でボルトが動いてしまい、暴発が起こる危険性があった。これを防止するため、マガジンウェルの後ろ側に簡素なグリップセーフティを設ける改良が提案され、これを組み込んだ改良型として、1963年からPAM2の製造が始まった。しかし、当時ドミンゴ・マテウ兵器廠はシステマコルト M1927拳銃とFAL小銃の生産に注力し、短機関銃の重要性も10年前よりは低下していた。そのため、生産が終了する1972年までに新造されたPAM2は1,100丁程度に留まった。一方、以前に製造されたPAM1のうち、16,500丁程度がグリップセーフティを組み込まれ、PAM2へと改修された。1974年、新型短機関銃FMK-3の製造がドミンゴ・マテウ兵器廠にて開始されたものの、PAM1およびPAM2は1980年代まで引き続き使用された。1982年のフォークランド紛争の時点でもアルゼンチン兵による使用が確認されている。

### その他の特殊なモデル、アクセサリー
第二次世界大戦中、秘密活動部局であるOSSは特殊作戦用の消音短機関銃を求めていた。これを受けてベル研究所およびハイスタンダード社がM3用の消音器を開発した。製造はガイドランプ部が担当し、これを取り付けた消音モデルのM3はおよそ1,000丁が調達されたとされる。また、占領下の地域で活動するパルチザンやOSSエージェントのため、ドイツの標準拳銃弾9x19mmパラベラム弾を使用するモデルの要求も成された。これに基づき設計された変換キットは、9mm用のバレルおよびボルト、ステン短機関銃用弾倉をそのまま装填できるようにするマガジンアダプタのセットだった。およそ25,000セットの調達が想定されていたが、実際には1943年末から1944年初頭にかけておよそ500セットのみが調達されたと言われている。銃身にクランプで固定するラッパ型消炎器も設計された。これは第二次世界大戦中にT-34の名称で設計されたもので、1950年代に入ってからM9消炎器（Hider, Flash, M9）として制式採用された。ドイツ製StG44突撃銃用曲銃身に影響を受けた戦車兵向け曲銃身もベル研究所によって開発された。これは肉薄攻撃を試みる敵を車内から射撃するために用いることが想定されていた。

## 登場作品

### 映画・テレビドラマ
『帰ってきたウルトラマン』
MATの装備の1つ、「マットガン」として登場。
モデルガンを基にして電着式のプロップガンとして改造されたもので、全体が銀色に塗装され、銃身と銃身固定ナットが取り外されてナットと同径の短い大型銃身となっており（この部分に発火用火薬が配置されている）、弾倉は装着されていない。また、トリガーのある部分にはプッシュスイッチが取り付けられている。
- ワイヤーストックの肩当て部分にはパッドのようなものが追加されているが、これは外付けされた発火装置用の電池ボックスで、後には「交換式のエネルギーユニット」として説明されている。

『ガンヘッド』（1989年）
アイランド8JOで生存していた少年セヴン（演：原田遊人）が主武装として使用する。
『皇帝のいない八月』
クーデター部隊のジャックした寝台特急さくら号を強襲する陸上自衛隊の特殊工作隊（対ハイジャック専門の極秘部隊）が主力武器として使用している。
モデルガンを改造した電気発火式のプロップガンで、このプロップはその後も多くの映像作品で使われた。
『殺し屋人別帳』
渡瀬恒彦演じる主人公、流れ者の真一が使用。本編の他ポスターでもMP40と共に渡瀬が持つ銃として使われており、渡瀬自身が歌った主題歌のレコードのジャケット写真でもM3を構えたものが使われている。
ハドソン産業製のモデルガン（初期モデル）を電着式に改造したもので、銃身が一回り太くなっているのが外観の特徴となっている。
『ゴジラvsキングギドラ』
1944年にラゴス島に上陸したアメリカ海兵隊が、日本陸軍とゴジラザウルスに対して使用する。
『スピード・レーサー』
クラッカー・ブロックと、その手下たちが使用する。
『セーラー服と機関銃』
1981年版で佐久間真（演：渡瀬恒彦）と星泉（演：薬師丸ひろ子）が使用。星泉によるクライマックスの射撃シーンは当作の代表的シーンとして著名である。
ハドソン産業製およびMGC製のモデルガンを電着式に改造したものの2種類が用いられた。後者（MGC改造）は発火装置を仕込んだ関係上、実物と比べ銃身部根本とマガジンハウジングの間が延長されていることで区別できる。
『戦国自衛隊』
61式戦車の乗員である丸岡、野中、菊池各一士が所持。伊庭三尉が反乱を起こした哨戒艇を攻撃するのに用いるほか、川中島の戦いでは大西一士がS-62から武田勢を掃射する際に使用。
上記『セーラー服と機関銃』と同じく2種類のプロップガンが用いられている。また、銃身部根元の延長部分のないもの（ハドソン製）が少なくとも2丁用意されていることが、川中島の戦いの後半部、S-62の機内が写るシーンで確認できる。
『東京湾炎上』
テロリストが装備。モデルガンを調整したプロップガンだが、上述の角川映画作品などに登場した電気発火式ではなく薬莢式の火薬発火モデルガンで、射撃シーンで排莢が確認できる。
『ネバーセイ・ネバーアゲイン』
終盤の銃撃戦で、ボンドとライターを援護するアメリカ海軍兵士が使用。
『突撃隊』
リース（スティーブ・マックイーン）が使用。
『博士の異常な愛情』
バープルソン米空軍基地の守備隊及び、守備隊と交戦した米陸軍第23空挺師団の兵士らが使用。
『ハクソー・リッジ』
ハウエル軍曹が装備。
『バンド・オブ・ブラザース』
主に補充兵が装備。
『フューリー』
武装親衛隊大隊との戦闘でノーマンとゴルドがA1を使用。
『横浜暗黒街 マシンガンの竜』
矢吹竜太（演：菅原文太）が使用する愛銃として登場。

### アニメ・漫画
『ゴルゴ13』
第32巻114話『帝王の罠』に登場。ゴルゴが警備員から奪って使用。
『キルミーベイベー』
『紫電改のタカ』
アメリカ軍の捕虜となって脱走する際に、主人公の滝一飛曹が奪ったM3A1を用いて敵を射殺する。
『スカイヤーズ5』
ゴーストの団員が使用。
『戦場まんがシリーズ』
シリーズの一編、「鉄の竜騎兵」に登場。アメリカ軍のオートバイ兵が片手で使用する。
『マジンガーZ』
ブロッケン伯爵配下の鉄十字軍団兵士が装備。
『ルパン三世 カリオストロの城』
冒頭でカジノの用心棒たちが使用。

### 小説
『MM9』
第3巻「―destruction―」に登場。怪獣7号「アブソーラス」に対して陸上自衛隊の隊員がA1を使用する。
『俺の血は俺が拭く』
主人公が林の中で64式7.62mm小銃を持つ敵と撃ち合い、低速の.45ACP弾を使うM3の方が小枝越しの射撃には有利だったとの描写がある。
『狩りのとき』
ボブ・リー・スワガーが使用。
『終戦のローレライ』
アメリカから派遣された特殊部隊が使用。
『大日本帝国欧州電撃作戦』
アメリカより供与され日本陸軍がソ連軍との戦闘に使用。
『侵攻作戦パシフィック・ストーム』
外伝「黄色い悪魔」にM3S（特殊部隊用に消音器を付けた改良型）が登場。日本が鹵獲品として保管していたものを市川少佐が使用する。
『フルメタル・ジャケット』
第二章の戦闘でM16を失った主人公が、戦死者のものだったというM3を手に入れる。

### ゲーム
『Fallout: New Vegas』
「9ミリ短機関銃」（9mm Submachinegun）の名前で登場。
『HEROES and GENERALS』
『Mafia 2』
『Paperman』
『VIETCONG: ベトコン』
『コール オブ デューティシリーズ』
『CoD:FH』
アメリカ軍のサブマシンガンとして登場する。
『CoD2』
アメリカ軍のサブマシンガンとして登場する。
『CoD:WWII』

『ブラザー イン アームズ 名誉の代償』
『ワールドウォーヒーローズ』
スマホ対戦FPSゲーム。初期装備として登場する。
『バトルフィールドV』
「M3 Grease Gun」の名称で登場。